# Nagy-Britannia az 1964. évi téli olimpiai játékokon
Nagy-Britannia az ausztriai Innsbruckban megrendezett 1964. évi téli olimpiai játékok egyik részt vevő nemzete volt. Az országot az olimpián 7 sportágban 36 sportoló képviselte, akik összesen 1 érmet szereztek.

## Érmesek
| Érem  | Versenyző             | Sportág | Versenyszám  |
| ----- | --------------------- | ------- | ------------ |
| Arany | Robin Dixon Tony Nash | Bob     | Férfi kettes |

## Alpesisí
Férfi
| Versenyző                    | Versenyszám      | Selejtező | Selejtező | Selejtező | Selejtező | Döntő    | Döntő    | Döntő    | Döntő    | Döntő         | Döntő         |
| Versenyző                    | Versenyszám      | 1. futam  | 1. futam  | 2. futam  | 2. futam  | 1. futam | 1. futam | 2. futam | 2. futam | Összesítés    | Összesítés    |
| Versenyző                    | Versenyszám      | Idő       | Hely.     | Idő       | Hely.     | Idő      | Hely.    | Idő      | Hely.    | Idő           | Helyezés      |
| ---------------------------- | ---------------- | --------- | --------- | --------- | --------- | -------- | -------- | -------- | -------- | ------------- | ------------- |
| Charles Palmer-Tomkinson     | Lesiklás         |           |           |           |           |          |          |          |          | 2:39,97       | 56.           |
| Charles Palmer-Tomkinson     | Óriás-műlesiklás |           |           |           |           |          |          |          |          | kizárták      | kizárták      |
| John Rigby                   | Lesiklás         |           |           |           |           |          |          |          |          | 2:34,32       | 44.           |
| John Rigby                   | Műlesiklás       | 1:12,16   | 68.       | 1:02,45   | 35.       | kiesett  | kiesett  | kiesett  | kiesett  | kiesett       | kiesett       |
| John Rigby                   | Óriás-műlesiklás |           |           |           |           |          |          |          |          | 2:07,92       | 42.           |
| Jonathan Taylor              | Lesiklás         |           |           |           |           |          |          |          |          | nem ért célba | nem ért célba |
| Jonathan Taylor              | Műlesiklás       | 1:08,73   | 64.       | 1:01,33   | 29.       | kiesett  | kiesett  | kiesett  | kiesett  | kiesett       | kiesett       |
| Charles, Count de Westenholz | Lesiklás         |           |           |           |           |          |          |          |          | 2:36,12       | 50.           |
| Charles, Count de Westenholz | Műlesiklás       | 1:01,96   | 50.       | 1:00,99   | 28.       | kiesett  | kiesett  | kiesett  | kiesett  | kiesett       | kiesett       |
| Charles, Count de Westenholz | Óriás-műlesiklás |           |           |           |           |          |          |          |          | nem ért célba | nem ért célba |
| Piers, Baron de Westenholz   | Műlesiklás       | 1:05,12   | 54.       | 1:01,89   | 31.       | kiesett  | kiesett  | kiesett  | kiesett  | kiesett       | kiesett       |
| Piers, Baron de Westenholz   | Óriás-műlesiklás |           |           |           |           |          |          |          |          | 2:17,10       | 59.           |

Női
| Versenyző        | Versenyszám      | 1. futam | 1. futam | 2. futam | 2. futam | Összesítés | Összesítés |
| Versenyző        | Versenyszám      | Idő      | Hely.    | Idő      | Hely.    | Idő        | Helyezés   |
| ---------------- | ---------------- | -------- | -------- | -------- | -------- | ---------- | ---------- |
| Anna Asheshov    | Lesiklás         |          |          |          |          | 2:05,41    | 38.        |
| Wendy Farrington | Óriás-műlesiklás |          |          |          |          | kizárták   | kizárták   |
| Divina Galica    | Lesiklás         |          |          |          |          | 2:04,10    | 30.        |
| Divina Galica    | Műlesiklás       | kizárták | kizárták | kiesett  | kiesett  | kiesett    | kiesett    |
| Divina Galica    | Óriás-műlesiklás |          |          |          |          | 2:00,79    | 23.        |
| Jane Gissing     | Műlesiklás       | 49,70    | 19.      | 54,48    | 20.      | 1:44,18    | 17.        |
| Jane Gissing     | Óriás-műlesiklás |          |          |          |          | 2:01,66    | 24.        |
| Gina Hathorn     | Lesiklás         |          |          |          |          | 2:02,20    | 16.        |
| Gina Hathorn     | Műlesiklás       | kizárták | kizárták | kiesett  | kiesett  | kiesett    | kiesett    |
| Gina Hathorn     | Óriás-műlesiklás |          |          |          |          | 2:02,61    | 27.        |
| Tania Heald      | Lesiklás         |          |          |          |          | 2:04,82    | 35.        |
| Tania Heald      | Műlesiklás       | 52,03    | 26.      | 56,40    | 23.      | 1:48,43    | 21.        |

## Biatlon
| Versenyző     | Lövőhiba | Időeredmény | Helyezés |
| ------------- | -------- | ----------- | -------- |
| John Dent     | 3        | 1:36:27,2   | 29.      |
| John Moore    | 10       | 1:47:49,4   | 40.      |
| Alan Notley   | 5        | 1:46:10,3   | 37.      |
| Roderick Tuck | 9        | 1:51:55,5   | 43.      |

## Bob
| Versenyző                                           | Versenyszám | 1. futam | 1. futam | 2. futam | 2. futam | 3. futam | 3. futam | 4. futam | 4. futam | Összesítés | Összesítés |
| Versenyző                                           | Versenyszám | Idő      | Hely.    | Idő      | Hely.    | Idő      | Hely.    | Idő      | Hely.    | Idő        | Helyezés   |
| --------------------------------------------------- | ----------- | -------- | -------- | -------- | -------- | -------- | -------- | -------- | -------- | ---------- | ---------- |
| Tony Nash Robin Dixon                               | Kettes      | 1:05,53  | 2.       | 1:05,10  | 2.       | 1:05,39  | 3.       | 1:05,88  | 1.       | 4:21,90    |            |
| Bill McCowen Andrew Hedges                          | Kettes      | 1:07,47  | 15.      | 1:07,73  | 15.      | 1:06,52  | 9.       | 1:08,95  | 18.      | 4:30,67    | 16.        |
| Tony Nash Guy Renwick David Lewis Robin Dixon       | Négyes      | 1:04,56  | 12.      | 1:05,07  | 16.      | 1:04,64  | 9.       | 1:05,13  | 12.      | 4:19,40    | 12.        |
| Bill McCowen Robin Widdows Robin Seel Andrew Hedges | Négyes      | 1:04,49  | 11.      | 1:04,68  | 14.      | 1:05,53  | 15.      | 1:04,73  | 9.*      | 4:19,43    | 13.        |

* - egy másik csapattal azonos eredményt ért el

## Gyorskorcsolya
Férfi
| Versenyző     | Versenyszám | Eredmény | Helyezés |
| ------------- | ----------- | -------- | -------- |
| Tony Bullen   | 1500 m      | 2:23,7   | 45.      |
| Tony Bullen   | 5000 m      | 8:12,4   | 22.      |
| Tony Bullen   | 10 000 m    | 17:19,8  | 28.      |
| Thomas Dawson | 500 m       | 45,2     | 44.      |
| Thomas Dawson | 1500 m      | 2:26,4   | 49.      |
| Terry Malkin  | 500 m       | 42,6     | 27.*     |
| Terry Malkin  | 1500 m      | 2:13,3   | 11.*     |
| Terry Malkin  | 5000 m      | 7:59,4   | 16.      |
| Terry Malkin  | 10 000 m    | 16:35,2  | 8.       |

* - egy másik versenyzővel azonos eredményt ért el

## Műkorcsolya
| Versenyző             | Versenyszám  | Kötelező elemek   | Kötelező elemek | Kűr               | Kűr   | Összesítés                     | Összesítés                     | Összesítés                     | Összesítés                     | Összesítés                     | Összesítés                     | Összesítés                     | Összesítés                     | Összesítés                     | Összesítés        | Összesítés        | Összesítés  | Összesítés | Összesítés |
| Versenyző             | Versenyszám  | Kötelező elemek   | Kötelező elemek | Kűr               | Kűr   | Helyezési pontszámok bírónként | Helyezési pontszámok bírónként | Helyezési pontszámok bírónként | Helyezési pontszámok bírónként | Helyezési pontszámok bírónként | Helyezési pontszámok bírónként | Helyezési pontszámok bírónként | Helyezési pontszámok bírónként | Helyezési pontszámok bírónként | Több. hely. száma | Több. hely. össz. | Hely. össz. | Pont       | Helyezés   |
| Versenyző             | Versenyszám  | Több. hely. száma | Hely.           | Több. hely. száma | Hely. | 1                              | 2                              | 3                              | 4                              | 5                              | 6                              | 7                              | 8                              | 9                              | Több. hely. száma | Több. hely. össz. | Hely. össz. | Pont       | Helyezés   |
| --------------------- | ------------ | ----------------- | --------------- | ----------------- | ----- | ------------------------------ | ------------------------------ | ------------------------------ | ------------------------------ | ------------------------------ | ------------------------------ | ------------------------------ | ------------------------------ | ------------------------------ | ----------------- | ----------------- | ----------- | ---------- | ---------- |
| Hywel Evans           | Férfi egyéni | 6×15+             | 15.             | 5×21+             | 22.   | 17,0                           | 19,0                           | 14,0                           | 22,0                           | 18,0                           | 17,0                           | 18,0                           | 16,0                           | 18,0                           | 7×18+             | 118,0             | 159,0       | 1640,1     | 18.        |
| Malcolm Cannon        | Férfi egyéni | 5×17+             | 18.             | 9×24+             | 24.   | 19,0                           | 21,0                           | 19,0                           | 20,0                           | 20,0                           | 21,0                           | 20,0                           | 23,0                           | 24,0                           | 5×20+             | 98,0              | 187,0       | 1587,5     | 20.        |
| Sally-Anne Stapleford | Női egyéni   | 8×8+              | 7.              | 6×19+             | 19.   | 14,0                           | 14,0                           | 10,0                           | 11,0                           | 9,0                            | 8,0                            | 9,0                            | 20,0                           | 13,0                           | 5×11+             | 47,0              | 108,0       | 1757,9     | 11.        |
| Carol-Ann Warner      | Női egyéni   | 5×13+             | 12.             | 5×22+             | 22.   | 16,0                           | 17,0                           | 14,0                           | 21,0                           | 21,0                           | 23,0                           | 12,0                           | 14,0                           | 24,0                           | 5×17+             | 73,0              | 162,0       | 1692,9     | 16.        |
| Diana Clifton-Peach   | Női egyéni   | 6×12+             | 11.             | 5×25+             | 25.   | 8,0                            | 19,0                           | 18,0                           | 14,0                           | 17,0                           | 22,0                           | 20,0                           | 15,0                           | 19,0                           | 5×18+             | 72,0              | 152,0       | 1711,7     | 18.        |

## Sífutás
Férfi
| Versenyző                                     | Versenyszám     | Eredmény  | Helyezés |
| --------------------------------------------- | --------------- | --------- | -------- |
| Frederick Andrew                              | 15 km           | 1:06:51,4 | 69.      |
| John Moore                                    | 15 km           | 1:00:16,6 | 56.      |
| Andrew Morgan                                 | 15 km           | 1:02:20,9 | 62.      |
| David Rees                                    | 15 km           | 1:03:06,8 | 66.      |
| Roderick Tuck                                 | 30 km           | 1:47:52,6 | 55.      |
| John Moore John Dent David Rees Roderick Tuck | 4 × 10 km váltó | 2:42:55,8 | 14.      |

## Szánkó
| Versenyző          | Versenyszám | 1. futam | 1. futam | 2. futam | 2. futam | 3. futam | 3. futam | 4. futam | 4. futam | Összesítés | Összesítés |
| Versenyző          | Versenyszám | Idő      | Hely.    | Idő      | Hely.    | Idő      | Hely.    | Idő      | Hely.    | Idő        | Helyezés   |
| ------------------ | ----------- | -------- | -------- | -------- | -------- | -------- | -------- | -------- | -------- | ---------- | ---------- |
| Gordon Porteus     | Férfi egyes | 1:00,98  | 28.      | kizárták | kizárták | kiesett  | kiesett  | kiesett  | kiesett  | kiesett    | kiesett    |
| Keith Schellenberg | Férfi egyes | 58,69    | 26.      | 59,06    | 25.      | 58,14    | 26.      | 58,87    | 27.      | 3:54,76    | 25.        |